# حجر العسل
تقع حجر العسل في أقصى جنوب ولاية نهر النيل على الضفة الشرقية لنهر النيل العظيم، كانت محلية سابقا من الشلال السادس (السبلوقة)وحتى الملاحة شمالا ولكن أصبحت الآن وحدة إدارية تابعة لمحلية شندي وتلك المساحة الشاسعة لم تكن عائق للتواصل والمداومة على ثقافة واحدة بل وفيها حوالي 90 ألف نسمة كلهم يتمركزون على ضفة النهر حيث يسكنها قبائل الجعليون إذ يعتبرون سكان المنطقة الاصليون بجانب الشايقية والحسانية وعبدلاب الجزيرة مرنات العريقة وكلهم تمازجو نسبا وصهرا في المنطقة إلى يومنا هذا.

## نبذة تاريخية
حجر العسل معروفة منذ القدم فقد ذكرها ود ضيف الله في كتابه الطبقات وتعرض لشيخين من رجالها هم الشيخ أبوبكر راجل حجر العسل والشيخ إبراهيم ود ام رابعة والحجر المشهور يقع بين قريتي العمدة والكندرية يقع في وسط الأراضي الزراعية الخضراء الخصبة ذات التربة السوداء أما المحلية فتضم القرى المتقابلة أمثال الديوماب وأبو طليح والمريوة وأبو قيدوم وحلة عمر والقصيراب والمصلحة.

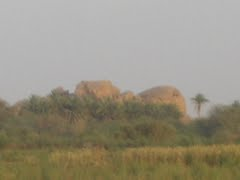
صورة لحجر العسل صاحب الاسم من الجهة قبالة جزيرة نقزو

## السكان
ويبلغ عدد سكانها حوالي ثمانين ألف نسمة تقريباً وتضم أكثر من إحدى وعشرين قرية وبها العديد من المدراس مرحلة الأساس والمرحلة الثانوية والعديد من المراكز الصحية والمستشفيات الريفية وتعتبر من المناطق الزراعية الهامة في الولاية إذ يعمل معظم السكان بالزراعة وأهم المحاصيل الزراعية هي الفول المصري والبصل والفاصوليا والقمح والخضروات التي يسهل تسويقها إلى الخرطوم.
يقطن هذه المنطقة العديد من القبائل منها الجعليين إذا يعتبرون من أهل المنطقة الأصليين بالإضافة (للشايقية) والعديد من القبائل الأخرى ومن أهم قرى المنطقة (حجر العسل) والتي تتكوّن من العديد من القرى والتي تُشكّل مع بعضها البعض منطقة حجر العسل وسط وهي حلة عمر وأبو قيدوم وأبو طليح وحلة سعد والمريوة والديوماب وهي تعتبر عاصمة المنطقة والتي بها سوق حجر العسل والمجلس المحلي ومركز للشرطة والبنك الزراعي والمحكمة الفرعية والعديد من المدارس الثانوية والأساسية والأندية الرياضية والمراكز الشبابية بالإضافة الي مستشفى حجر العسل والعديد من الورش والمحال التجارية المتنوعة وكذلك قرية الزراقنة والكندرية والعمدة وتندلتي حلة طفار والوادي السعيد وعميرية والجزيرة أم جركب والحميداب والحساناب وأولاد حسان ووداي الدومة والشيخاب والفقيراب والزرق والبسابير وقلعة ود جمال وأخيرا الملاحة وجميع هذه القرى تشكل منطقة شمال حجر العسل
أما منطقة جنوب حجر العسل والتي يُطلق عليها غرب الجبل والتي تسكنها قبائل الحسانية والحسوناب والجعليين فتتكون من اللديات والتي تتكوّن بدورها من قرى أخرى صغيرة وكجينة والدنكوج وأب جداد وسنقي وبندي والسقاي والمسيكتاب وأخيرا السبلوقة.. وأبرز منطقة في حجر العسل تمثّل الشايقيه الأصليين هي قرية (حلة عمر)أما أبرز قرية تمثل الجعليين الأصليين فتُعتبر حلّة سعد التي تقع ضمن منظومة قرى الوحدة والمسيكتاب بالإضافة للزرق (ماذا نسمي سعداب سعداب الوادي السعيد وأيضا هناك العبوداب أصل الشايقية بين أبوحمد والخرطوم وأيضا تندلتى بها فرع أصيل من الشايقية والحميداب والشيخاب وحلة قمر أخذت اسمها من أصلهم في مرَوي وهناك فرع من شايقية القرير في البسابير أولاد الرفاعي وجميع أهلهم ونجد بجوار العبوداب أولاد عجيمي أصلهم عساريت من أوسلي مركز مروى والمنطقة عموما بدون تسمية سكانها أصليون أن كانوا شايقية أو حسانية أو جعليين أو غيرهم

## تاريخ حجر العسل
تعتبر حجر العسل من أقدم المناطق جنوب شندي فقد ذكرها ضيف الله في كتاب الطبقات مستدلا بالشيخ أبو بكر راجل حجر العسل والشيخ إبراهيم بن هرمة تلك المنطقة ذات الجزر العظيمة
حجر العسل في سالف العصر والأوان كانت مرتعة للنوبة العنج ملوك السودان الشمالي وحكّامه الذين توحّدت قواهم وملكوا الذهب وجمعوا الجيش والكراع وسيطروا زمنا طويلا قبل دخول العرب إلى السودان وانتشار الإسلام فيه حكموا وثبتوا وجودهم في المنطقة فهم قد عاشوا على النيل وخاصة الجزر الكثيرة الكبيرة منها والمنشطرة في حجر العسل حرفتهم الصيد والرعي والزراعة وغيرها من الأشغال البدائية التي يستدر منها الرزق في ذلك الوقت، فحجر العسل العريقة التي ذكرها صاحب كتاب الطبقات محمد ولد ضيف الله مستشهدا بشيخين عظيمين أبو بكر راجل حجر العسل صاحب القبة عند الوادي السعيد وإبراهيم ود أم رابعة والذين هم يقدر بأنهم مرجع في تاريخ حجر العسل والشريف علي الهندي صاحب القبة عند مقابر مرنات الديوماب الحالية وأيضا كانت تمثل حجر العسل الحد الفاصل بين مملكة العبدلاب والجعليين عندما انقسم السودان إلى ممالك قبلية صغيرة تحكم نفسها بنفسها حكم محلّي بعد أن ضعف التحالف العبدلابي فونجاوي وفقدوا السيطرة وانفلت حبل الأمن في المملكة المشتركة التي حكمت السودان لمدة ثلاثمائة وستة عشر سنة.
قيل إن جزر حجر العسل كانت ثلاثة بندي ومرنات ونسرى فقد تفرعت من بندي مركي ومن مرنات جزر كبيرة مثل كجوج ودقرمس وارن ويوني وجزر صغيرة أشهرها سميت لاحقا لحد علمي بجزيرة المناصير أما نسري فقد تفرعت إلى جزر صغيرة أيضا وسكانها أغلبيتهم عند قرية الكمر العتيقة.
أما السكان الأصليين من العنج بعد تساقط مملكتهم في آخر مقر لهم عند حصن قرى بواسطة الحلف فرّوا هاربين إلى الشمال وكردفان وهلك من هلك وتبقّى منهم من امتذج مع العرب القادمون من الجزيرة العربية من جهة سواكن، أما أول من سكن بعدهم كان هم الأشراف من جزيرة العرب الحسينيون والديوماب من ذرية ديومة بن عبد الله جمّاع لأن المملكة كانت في قرى وكان ديومة هو القاضي للمملكة وحاميها في جزيرة مرنات والشريف الهندي الذي عاش مع الديوماب وتزاوج معهم في مرنات وإلى الآن موجود ذلك التزاوج ومعروف، أما الجعليين أيضا كانت مملكتهم في المتمة وشندي عند السعداب بقيادة المك سعد أبو دبوس عام1588 وقد تقاسم النافعاب أيضا الملك مع أبناء عمومتهم من ذرية إبراهيم جعل، وجاء الشايقية بقيادة ملكهم جاويش إلى المنطقة بعد دخول محمد علي أي ما يوازي آخر مك للجعليين وهو المك نمر بن محمد والملك ناصر ولد الامين ولد مسمار في الحلفايا1821 وقصتهم معروفة وقد أصبحوا عمد في الضفة الشرقية والغربية واكتفوا بأراضي خطت لهم خارج الجزر

### جزر حجر العسل
لم يكن سكان حجر العسل يعتمدون على اقتصادهم على زراعة الأراضي الممتدة على الضفة الشرقية للنيل فقط بل لديهم جزر كثيرة شمال عقبة قرى أمثال جزائر مسكيت وبندي باعوضة وجزائر خمسة ومرنات ودقرمس، وارن ويوني المزروعتان من قبل سكان الزراقنة بالإضافة للجزر الصغيرة الأخرى، كانت الجزيرة بندي مسكونة بجعليون غرب الجبل قبل أن يرحلوا إلى كجينة وسنقى والدنكوج، أما الجزيرة مرنات فقد قطنها أحفاد الشريف علي ود الهندي والشيخ عجيب المانجلك فجدهم محمد ديومة بن الشيخ عجيب والذين غادروها في عام 46 وسكنوا قرية الديوماب الحالية والتي أخذت اسمها من ديومة.

### الزراعة
تعتبر الزراعة مصدر دخل لسكان حجر العسل حيث يزرع المزارعون الفول المصري (فول عقبات) والفاصوليا والحمص والعدس والبطاطس بالإضافة للخضروات أمثال البصل والطماطم وغيرها، أيضا يزرع السكان البرسيم والأعلاف الأخرى للبيع في أسواق الخرطوم المختلفة.
يعتبر 60% من السكان مزارعون بالإضافة للحرف الأخرى أمثال الرعي والتجارة والأعمال الأخرى، أيضا يعمل كثير من السكان في العاصمة وخارج السودان من أطباء ومهندسون وأساتذة جامعات وغيرها.

### السياحة
يعتبر شلال السبلوقة أحد أبرز المناطق السياحية بالمنطقة والذي يتعاقب عليه الزوار من ولايات السودان وجميع أنحاء العالم نسبة لمنظره الجميل وانحراف النيل فيه والجبال الحاجزة للنهر.

### الفن
ظهر في مجال الفن ومنذ القدم فنان قرية العبيداب الراحل المقيم (ود عبيد)والذي كان عندليبا في المنطقة في القديم وله تسجيلات في الإذاعة السودانية (ربوع الفن) إلى أن نصل إلى ود الجاك ابن الوادي السعيد وراشد خير السيد ابن ود حامد غرب حجر العسل وطارق حماد من الديوماب والكندرية وود حنين ابن التكينة ود عثمان ومدثر ود حامد. والفنان الذي اعتزل الغناء باكراً الزبير محمد محمود حسين من حلة سعد
معلومات عن حجر العسل
- أول من سكن حجر العسل هم العنج قبل آلاف السنين
- طرد العبدلاب العنج من المنطقة ودارت بينهم حروب في المناطق جنوب وشمال عاصمتهم قرى
- سكنها بعد ذلك العبدلاب والجعليون والشايقية والحسانية
- أغلبية العبدلاب في الديوماب والكندرية والجعليون في الزراقنة والمسكتاب وكجينة والزرق والشايقية في أبو قيدوم حلة عمر وأبو طليح والشيخاب والحسانية في اللديات والزراقنة.
- تمتد من الشلال السادس جنوبا وحتى البسابير شمالا
- يحدها من الشرق صحراء النوبة ومن الغرب قرى محلية ود حامد المتعددة ومن الجنوب عقبة قرى ومن الشمال ود بانقاز
- يوجد الحجر صاحب الاسم بين العمدة والكندرية والوحدة الإدارية تمثل قرى أبو قيدوم وحلة عمر والديوماب وأبو طليح.
- يوجد في كل قرية كبيرة مركز صحي والمستشفيات في أبو قيدوم والبسابير
- توجد بها عدد كبير من الجزر أمثال مسكيت وبندي ومرنات ودقرمس وارن ويوني وثما الجزيرة بندي أوسنقي معقل المساماب ومرنات الديوماب
- من المرتفعات في المنطقة جبل جارى وجبل أم مراحيك وحجر الضبعة وحجر المليك وحجر العسل.
- من السياسيون فيها علي كرتي وزير الخارجية وحاتم السر زعيم الاتحادي الأصل (12) من العلماء بروف عثمان محمد المكي والدكتور عبد الرحمن الخليفة وبروف عبد الرحيم محمد الأمين
- من أصحاب الفن أحمد الصادق وحسين وطارق حماد.